# Parodia
La parodia - dal greco παρῳδία parà (παρα, simile) e odè (ᾠδή, canto) - è l'imitazione di uno stile letterario, musicale o artistico destinata a essere riconosciuta come tale o anche l'imitazione caricaturale di un quantomeno noto personaggio esistente o fittizio.
In un'accezione più comune tale rielaborazione avviene in chiave comica o più spesso farsesca.
Si può distinguere la parodia di opere specifiche, di autori e di generi letterari.
Uno degli esempi più antichi è la Batracomiomachia (La battaglia dei topi e delle rane), parodia del poema epico.
Negli ambienti goliardici, dal medioevo ai giorni nostri, è comune la parodia "dotta", si pensi ai poemetti burleschi novecenteschi Ifigonia (che rimanda all'Ifigenia di Euripide) e Il processo di Sculacciabuchi (imitazione scurrile di un procedimento penale). Un esempio contemporaneo di questa parodia dotta è il personaggio di P. D. Q. Bach, creato da Peter Schickele.
Tra le parodie musicali, una delle più famose è il Divertimento musicale K.522 di Wolfgang Amadeus Mozart, noto come "Ein musikalischer Spaß".

## Parodia ed elementi parodistici
La parodia ripropone elementi del modello testuale che riutilizza, stravolgendoli oppure portandoli all'assurdo. In questo senso può essere simile alla satira, che però preferisce dei bersagli sociali e non testuali. Secondo il pensatore russo Michail M. Bachtin la parodia è un procedimento letterario attraverso il quale avviene "lo scoronamento dell'eroe". Esso non è, per questo, un sottogenere, al contrario, presuppone la perfetta conoscenza dell'opera da "scoronare" da parte dell'autore e anche del lettore, per essere veramente efficace.
In molti esempi di parodia farsesca, il gioco è scoperto: opere letterarie o film famosi vengono riproposti in forma stravolta sin dal titolo.
Nelle parodie moderne e contemporanee vengono presi di mira "miti" o personaggi famosi della letteratura (Sherlock Holmes, James Bond, ecc.) e quindi in un certo senso la parodia conferma la fama dell'originale. Per questo, spesso la parodia è considerata un "genere derivato" o "sottogenere".
Tuttavia, elementi parodistici possono essere presenti in opere di respiro più vasto: il Don Chisciotte si presenta inizialmente come parodia dei romanzi cavallereschi ma va ben oltre.
I viaggi di Gulliver, opera di satira, presentano nel viaggio a Laputa parodie delle scienze dell'epoca; Alice nel Paese delle Meraviglie, di Lewis Carroll, contiene anche parodie di poesie pedagogiche del periodo vittoriano.
Quindi, elementi parodistici possono venire utilizzati in opere che non sono strettamente parodie. In alcune produzioni artistiche contemporanee (si parla di post-moderno) spesso si riutilizzano e si riassemblano elementi di lavori preesistenti, noti alla sensibilità del pubblico, in modo affine alla parodia, anche senza elementi di satira. 

## Generi parodistici

### Letteratura
Secondo eminenti studiosi della comunicazione (primo tra tutti, Umberto Eco) le parodie letterarie sono non soltanto divertimento intellettuale, ma esercizio di esplorazione e forma di conoscenza. Una precisa illustrazione della "poetica del pastiche" si può trovare nell'Elogio di Franti, dove si parla del Riso come di una estrema prova del nove di fronte alla quale quello che merita di resistere resiste, e ciò che era caduco cade. Parodiare, per Eco, è un modo per pulire le candele e il carburatore della macchina culturale, e anche una testimonianza d'affetto e di fiducia, giustiziera, veleno e medicina a un tempo, forse un serio e responsabile dovere intellettuale.
Nella storia della cultura, sono numerose le opere letterarie classificabili come parodie. Già il Satyricon di Petronio può essere considerato imitazione in chiave comica del tipico romanzo greco ellenistico, pur configurandosi come un lavoro ben più complesso di una semplice parodia. Sempre in epoca classica troviamo la già citata Batracomiomachia.
Autori di parodie più sono per esempio (in ordine cronologico):
- Alessandro Tassoni, che con La secchia rapita azzarda una parodia dei poemi epici.
- Giovanbattista Lalli (1572-1637), parodista del Petrarca con Rime del Petrarca in stil burlesco, di Virgilio con L'Eneide travestita (1623), e di Tasso con Vito Vespasiano ovvero Gerusalemme desolata (1635).
- Miguel de Cervantes con il già citato romanzo Don Chisciotte della Mancia, che in alcuni brani risulta un'efficace parodia dell'epica cavalleresca.
- Paul Scarron, autore di una parodia dell'Eneide intitolata Virgile travesti.
- Marcel Proust, che a partire dal 1908 pubblicò sul quotidiano Le Figaro una serie di pastiche letterari, rifacendosi allo stile di celebri autori tra i quali Flaubert, Ruskin, Balzac e Chateaubriand. Nove di questi pastiche vennero poi riproposti, nel 1919, nella raccolta Pastiches et Mélanges.
- Paolo Vita-Finzi, autore di raffinati pastiche in versi e in prosa, che riunì in una Antologia apocrifa (1927; edizioni ampliate, con l'aggiunta di nuove serie: 1933, 1961 e 1978). Tra i personaggi presi a bersaglio da Finzi troviamo D’Annunzio, Pirandello, Pascoli, Moretti, Panzini, Ojetti.
- Luciano Folgore, autore di parodie in versi, raccolte nelle antologie Poeti controluce (1922) e Poeti allo specchio (1926). Alcune delle sue opere sono state ripubblicate nella raccolta La pioggia sul cappello e altre poesie dall'editore San Marco dei Giustiniani.

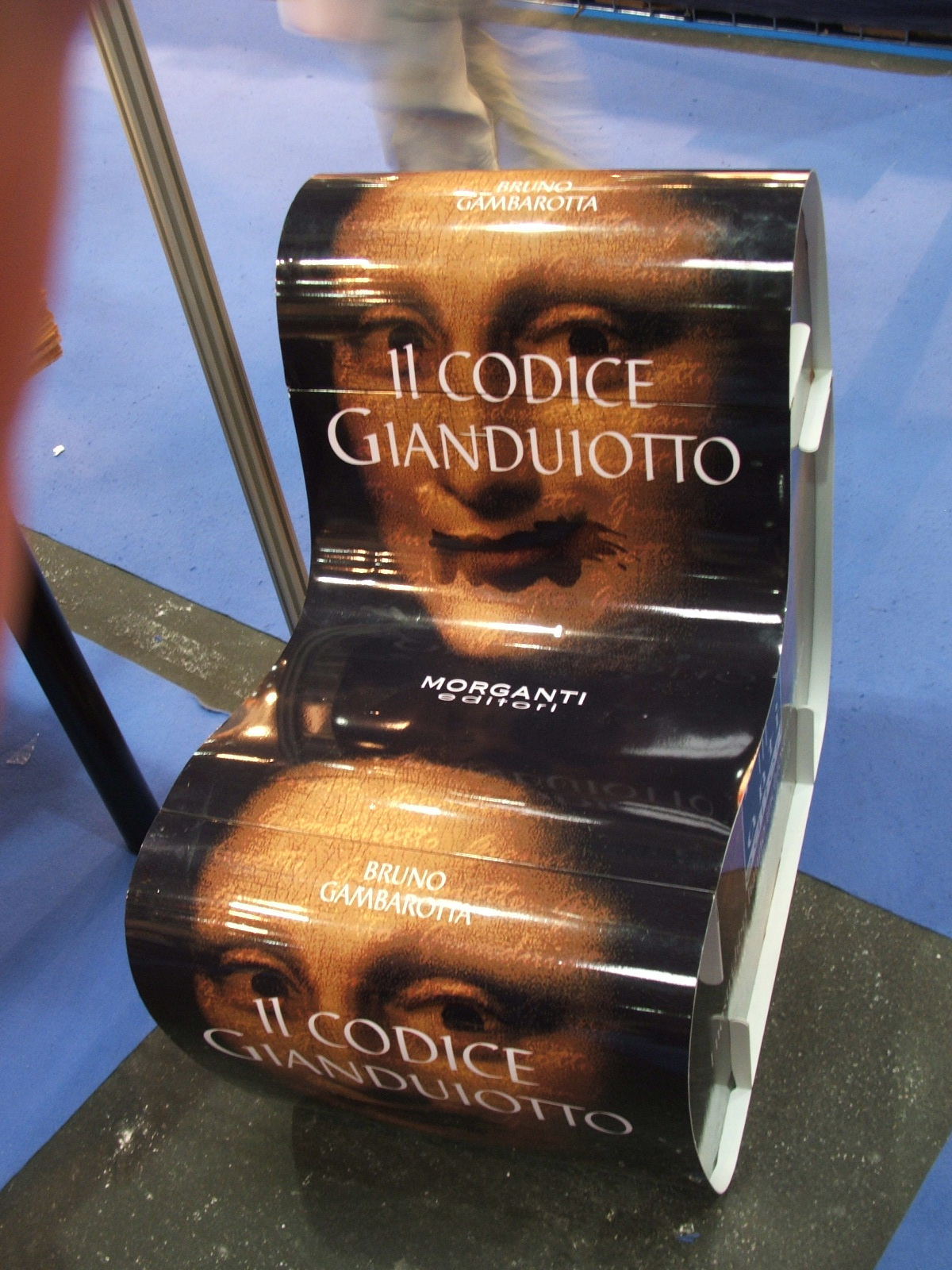
Il Codice Gianduiotto, Parodia del Codice da Vinci.

Tra gli autori contemporanei che tra le loro opere hanno prodotto anche parodie, sono senz'altro da citare:
- Michele Serra, che nelle sue antologie Visti da lontano (Mondadori, 1987) e 44 falsi (Feltrinelli, 1991) ha raccolto imitazioni (già apparse sulle pagine degli inserti satirici Tango e Cuore), dello stile di scrittori famosi, ma anche giornalisti, uomini politici e di spettacolo (ad esempio Hemingway, Moravia, Spadolini, Craxi, Biscardi e Fogar).
- Umberto Eco, che nel suo Diario Minimo (Mondadori, 1963) presenta raffinate falsificazioni di classici della letteratura. Ad esempio, apre l'antologia il racconto Nonita, gustosissimo esercizio di stile su Lolita di Nabokov, in cui l'effetto umoristico nasce dal fatto che l'oggetto del desiderio non è un'adolescente ninfetta bensì un'ottuagenaria definita "parchetta".
- Guido Almansi e Guido Fink, autori del saggio di parodistica comparata Quasi come (Bompiani, 1989).
- Terry Pratchett, che nel ciclo umoristico del Mondo Disco parte dalla parodia del genere fantasy, virando in seguito verso vari generi, dal giallo alla commedia metafisica e alla satira di costume.
- Bruno Gambarotta, autore de Il codice Gianduiotto, versione comica e grottesca de Il codice da Vinci di Dan Brown.
- Francesco Grasso, curatore di una rubrica dedicata alla parodia di scrittori famosi sulla rivista Delos Science Fiction, e autore di una antologia di parodie dal titolo Diffidate degli originali pubblicata come eBook nel 2011.
- Seth Grahame-Smith, autore di Orgoglio e pregiudizio e zombie, rivisitazione in chiave umoristica del celeberrimo romanzo di Jane Austen.

Il fatto stesso che a cimentarsi nella parodia siano stati, negli anni, letterati di prima grandezza, mette in luce la difficoltà, il rischio e l'importanza dello scrivere "alla maniera di". Di fatto, in letteratura la parodia non è stata quasi mai solo strumento di humour. Spesso, al contrario, si è rivelata anche occasione di analisi, perché attraverso l'imitazione irrispettosa il testo originale svela più facilmente i propri automatismi, le sue rughe, i suoi manierismi. Esaminando le tecniche e gli approcci utilizzati nelle parodie, Almansi e Fink affermano che esistono diversi modi di organizzare un falso letterario: c'è il “falso perverso” che gronda malizia, il “falso consacrante” in cui l'ammirazione si fa atto dissacrante pur affermando i diritti di uno stile ormai diventato modello e codice, il “falso innocente” in cui l'autore mostra la propria debolezza di manierista maldestro, il “falso sperimentale”, dove più che imitare qualcuno si imita il movimento stesso della letteratura, e si intravedono terre incognite dello stile. Il tutto in un vortice di odi e di amori, in un gioco di specchi così complesso e avvolgente da domandarsi se tutta la storia della letteratura non sia in effetti un falso continuo che si esercita sulla letteratura precedente.
Altri esempi di parodie letterarie possono essere trovate su siti che offrono la versione digitale dei classici della letteratura e consigli su come operare sostituzioni comicamente efficaci con l'aiuto di un qualsiasi programma di gestione elettronica di un testo.

### Cinema
Il regista Mel Brooks ha prodotto vari film parodistici:
- Frankenstein Junior, parodia di Frankenstein, film del 1931, e dei suoi sequel.
- Balle Spaziali (Spaceballs), parodia di Star Wars, con riferimenti a Star Trek, Alien e altri film.
- Dracula morto e contento, parodia di Dracula di Francis Ford Coppola.
- Robin Hood - Un uomo in calzamaglia, parodia di Robin Hood - Principe dei ladri di Kevin Reynolds.

I film di Gianni e Pinotto sono spesso parodie del genere horror.
Esistono vere e proprie saghe parodistiche, come:
- L'aereo più pazzo del mondo e il suo sequel, parodia di Airport.
- Riposseduta è una parodia de L'esorcista.
- La saga di Una pallottola spuntata di David Zucker, celebre presa in giro dei classici film polizieschi.
- La serie di Austin Powers è una parodia di James Bond.
- La serie di Scary Movie, nata come parodia di Scream, diventata poi simbolo dei film horror-comici.
- Italian Spiderman, parodia degli action movies degli anni '60-'70.

In Italia, attori coinvolti in parodie sono stati tra gli altri. Totò, Ugo Tognazzi, Raimondo Vianello, Walter Chiari, Franco Franchi e Ciccio Ingrassia. Tra i titoli compaiono:
- Totò le Mokò, parodia del bandito della Casbah.
- Totò sceicco, parodia dei film con la Legione Straniera e dei "polpettoni" mitologici.
- Due mafiosi contro Goldginger, con Franco Franchi e Ciccio Ingrassia, parodia di James Bond.
- Ultimo tango a Zagarolo con Franco Franchi, è una parodia del celebre Ultimo tango a Parigi di Bernardo Bertolucci con Marlon Brando.
- L'esorciccio di e con Ciccio Ingrassia, è una parodia de L'esorcista.
- Il bello, il brutto, il cretino, di Giovanni Grimaldi con Franco Franchi e Ciccio Ingrassia, parodia di Il buono, il brutto, il cattivo di Sergio Leone.
- Il silenzio dei prosciutti (The Silence of the Hams) di Ezio Greggio, parodia de Il silenzio degli innocenti e Psyco.

Anche Ezio Greggio ha prodotto un film parodico:
- Box Office 3D, che è stato inoltre "il primo film italiano in 3D", parodia di: Twilight, Il codice da Vinci, alcuni film horror, Il padrino, Fast and Furious, Grease, Harry Potter e Il Signore degli Anelli.

Esistono anche casi di parodia anche all'interno dei film di animazione, come nel caso de "Il re Leone 3 - Hakuna Matata", terzo film de la saga de Il re leone. Il film, infatti, è una riproposizione degli avvenimenti del primo film, dal punto di vista comico e dissacrante di Timon e Pumbaa (personaggi comici apparsi anche nei film precedenti, ma solo come personaggi secondari, mentre qui invece sono i protagonisti veri e propri), e rivelando dettagli sconosciuti al pubblico prima d'ora. Questo film, inoltre, è un raro caso di autoparodia, in quanto è stato realizzato con gli stessi autori e con lo stesso cast del film originale.
Talvolta la parodia si limita al titolo, come nel caso di numerosi film pornografici: è il caso, ad esempio, di L'albero delle zoccole (parodia de L'albero degli zoccoli di Ermanno Olmi), Alì Babà e i 40 guardoni (parodia della celebre novella delle Mille e una notte), Il cielo sopra il pompino (film Il cielo sopra Berlino), Io speriamo che me la chiavo (libro e film Io speriamo che me la cavo), Eiaculazione da Tiffany (libro e film Colazione da Tiffany), L'importanza di chiavarsi Ernesto (commedia L'importanza di chiamarsi Ernesto), Profondo rotto (film Profondo rosso), Presunto impotente (libro e film Presunto innocente) e molti altri.
Alla fine degli anni ottanta è nata una nuova forma di parodia, quella del ridoppiaggio dei film e delle serie televisive.

#### Film ridoppiati
Esistono anche film ridoppiati in cui vengono registrati nuovi dialoghi con intenti farseschi, modificando la trama e i nomi di un film, questi ultimi spesso con vocaboli assonanti a quelli originali ma dotati di significato comico, come ad esempio: Lo svarione degli Anelli, parodia del Signore degli Anelli; Star Whores, parodia di Star Wars; Puttanic, parodia di Titanic, Harry Fotter, parodia di Harry Potter, ecc.

### Musica
Il termine parodia ha un significato profondamente differente qualora ci si riferisca alla musica colta o alla musica pop.
Nel primo caso, Parodia indica la trascrizione di un brano musicale con la sostituzione dell'orchestrazione e/o del testo cantato. Celebre parodia è il Salmo 51 BWV 1083 di Johann Sebastian Bach, che riutilizza la musica dello Stabat Mater di Pergolesi. In questo genere di parodia, non vi è alcun intento satirico, anzi, si tratta, in genere, di testimonianze di sincera ammirazione fra autori.
Nel campo della musica pop o rock, invece vi sono gruppi che non nascondono il loro intento satirico, spesso partendo dal nome stesso della band. Cantano canzoni celebri, remixate o cantate con un testo diverso talvolta solo a fine goliardico.

#### Artisti musicali celebri
Una forma parodistica consiste nel riproporre, con testi alterati e finalità satiriche, successi di artisti famosi. Alcuni esempi di questo genere sono:
- "Weird Al" Yankovic è probabilmente il più celebre parodista musicale del mondo. Le sue versioni di hits come Beat it (da lui trasformata in Eat it) o Smells like teen spirit (trasformata in Smells like Nirvana), grazie anche a brillanti video musicali, a loro volta ispirati ai video musicali originali dei brani, gli hanno procurato un successo planetario e ben 3 Grammy award, oltre a 9 dischi d'oro e 10 dischi di platino nei soli Stati Uniti e Canada.
- I Rutles nati dall'estro satirico di Neil Innes della Bonzo Dog Doo-Dah Band e dei Monty Python furono la migliore parodia dei Beatles di cui riprodussero riadattandole e ribaltandole storia, sonorità, canzoni fotografie e documenti, traendone dischi, programmi televisivi e un film, con la complicità di George Harrison.
- "Gli Atroci", "sbeffeggiatori" dei gruppi Black metal.
- I "Nanowar, parodia di tutti i gruppi Heavy metal in generale, ma in particolare Manowar (da cui prendono il nome). Hanno cambiato nome in Nanowar of Steel in "onore" dei Rhapsody, che hanno modificato il loro nome in seguito a problemi legali con un'altra band omonima.
- I Gem Boy;
- Elio e le Storie Tese;
- Gli Skiantos, gruppo rock demenziale bolognese;
- Gli Squallor;
- Leone Di Lernia, celebre per le parodie in dialetto pugliese di successi pop.

Una nota a parte merita il Quartetto Cetra, gruppo vocale italiano attivo dagli anni '40 fino al 1990, che con le sue parodie musicali di opere letterarie, cinematografiche e liriche, creò un vero e proprio genere televisivo peculiare della RAI, che poi tutta la TV italiana cercò di riprendere. I titoli "rivisitati" dai quattro meritarono addirittura un ciclo RAI denominato Biblioteca di Studio Uno, dove le esilaranti rivisitazioni, fino ad allora concentrate in pochi minuti, meritarono un'ora a puntata. Il loro marchio di fabbrica era sottolineare i momenti più drammatici della trama reinterpretandoli attraverso "canzonette" italiane e straniere (con il testo cambiato a seconda dell'esigenza) che sortivano un effetto straniante.
Un'altra forma di parodia, forse più raffinata, consiste nel riarrangiare in un determinato stile i brani celebri che si eseguono. In questo caso non sempre l'intento è satirico (talvolta si tratta di genuine manifestazioni di ammirazione per l'artista in questione), e quando l'effetto satirico è ricercato, esso si concretizza nel senso di spiazzamento che produce l'ascolto di un brano celebre in un contesto musicale totalmente differente.
- Max Raabe ha interpretato con lo stile del cabaret anni '30 e delle opere di Kurt Weill e Berthold Brecht alcune fra le maggiori hit di Britney Spears, Queen o Eiffel 65.
- I "Beatallica", propongono i maggiori successi dei Beatles, con i testi modificati e nello stile musicale del gruppo thrash metal dei Metallica.
- Gli "Hayseed Dixie" hanno riproposto la musica degli AC/DC e dei Kiss in versione bluegrass.
- Richard Cheese ha reinterpretato, fin dal 1995, i maggiori pezzi Hard rock e Alt rock di gruppi come Rage Against the Machine, The Offspring e Linkin Park, in stile Lounge.
- Gli Apocalyptica propongono celebri brani rock e heavy metal riarrangiati per quartetto o quintetto di violoncelli.
- La casa discografica Vitamin Records ha una collana dedicata specificatamente a riproporre brani di artisti celebri riarrangiati per quartetto d'archi.
- Checco Zalone a Zelig.

### Fumetto
- Rat-Man di Leo Ortolani, parodia del genere supereroico (ma compaiono anche parodie specifiche di film, come Titanic o Il Signore degli Anelli, elementi di satira del genere, humour nero e trame più complesse che vanno oltre la parodia del genere).
- Esistono serie parodistiche della Disney italiana chiamate appunto "Grandi Parodie": L'Inferno di Topolino (La Divina Commedia, Inferno, Dante), Paperin di Tarascona (parodia di Tartarino di Tarascona), Topolino corriere dello Zar (parodia di Michele Strogoff), Sandopaper e la perla di Labuan (parodia della serie di Salgari, il cui protagonista è Sandokan), I promessi paperi e I Promessi Topi (parodie de I promessi sposi), Papernovela (parodia del genere delle telenovelas), Paperina di Rivondosa (parodia di Elisa di Rivombrosa), e altre ancora[5]. In altri casi, come Il Dottor Paperus (parodia del Faust) o Il mistero dei candelabri (I Miserabili) o le più recenti Dracula di Bram Topker (Dracula) e Moby Dick (parodia dell'omonimo romanzo di Herman Melville), si tratta di vere e proprie riscritture, in cui i personaggi disneyani vengono utilizzati come "attori".
- Un autore molto particolare è Alan Moore. Moore è noto per la grande capacità di riprendere, approfondire ed eventualmente stravolgere personaggi o generi preesistenti, sia in modo satirico, o parodistico che in modo serio e drammatico.
  - Una parodia nel senso tradizionale è la sua serie J.B.Quick, Boy Inventor: è una parodia della fantascienza, specie di quella delle riviste pulp e dei film degli anni cinquanta.
  - La serie Tom Strong, non è una parodia, malgrado utilizzi un tono volutamente rétro. Alcuni episodi, come Space Family Strong e The Hero-Hoard Of Horatio Hogg! sono comunque decisamente parodistici; un altro episodio, di una sola tavola, è scritto nella forma di una serie di figurine.
  - Come Tom Strong, anche La Lega degli Straordinari Gentlemen, pur riutilizzando personaggi noti e rifacendosi al linguaggio e ai toni dei romanzi ottocenteschi, è un lavoro di tono drammatico-avventuroso e talvolta molto cupo. Toni parodistici sono presenti, invece, nei risvolti di copertina e nelle Appendici dell'edizione in volume, con giochi e filastrocche, falsamente innocenti.

### Internet
- Nonciclopedia, vista come parodia di Wikipedia.

### Videogiochi
Esistono anche videogiochi creati con il preciso intento di parodiare altre opere videoludiche, film o telefilm.
Tra questi si annoverano:
- The X-Fools, parodia del popolare telefilm X-Files;
- Star Warped, videogioco satirico basato su Star Wars;
- Pyst, versione in chiave umoristica della serie di videogame Myst.
- Conker's Bad Fur Day, quasi interamente costruito su parodie di film famosi.

## La parodia nelle diverse epoche storiche
La parodia è sempre esistita anche se non tutte le epoche storiche l'hanno conosciuta con lo stesso nome e con la stessa intensità. Nel XX secolo e ora nel XXI secolo essa ha assunto funzioni diverse che nel passato.

## La parodia nelle culture popolari
Secondo il critico russo Michail Bachtin e gli studi di folklore in età precapitalistica che a lui si sono ispirati nel XX secolo, la parodia è un fenomeno ben presente in tutte le manifestazioni e le feste di tipo carnevalesco; anzi, i rovesciamenti dell'autorità tipici del carnevale sarebbero all'origine di tutta la più importante letteratura parodistica e comica medievale, rinascimentale e moderna. A livello dialettale, in Italia, va ricordata la zirudella del dialetto bolognese, particolare componimento umoristico.

## Parodia e diritto d'autore
La direttiva 2001/29/CE del Parlamento europeo, (GU n. L 167 del 22/06/2001), estratto dall'articolo 5, enuncia:
in particolare al paragrafo 3 lettera K
Questa legge liberalizza la riproduzione, la distribuzione e il diritto di comunicazione al pubblico di un'opera parodiata senza scopo di lucro e senza dover sottostare ai diritti d'autore già esistenti.
In realtà il tema è molto più complicato, ci sono diverse altre leggi e articoli volti a tutelare l'autore di un'opera creativa ma anche il libero pensiero altrui, ci sono alcune eccezioni e casi limite. Ci sono diverse scuole di pensiero.

### In Italia
L'articolo 21 della Costituzione Italiana afferma che:
È dunque assicurato il diritto di satira e la libertà di creare parodie e di esprimersi. Ovviamente questo diritto di esprimere il proprio pensiero trova un limite nel rispetto dei diritti altrui (diritto d'autore per esempio). Il Codice Penale, infatti, punisce l'offesa, la calunnia e nei casi più gravi (pornografia, diffamazione e istigazione a delinquere) è previsto il sequestro sotto il controllo della magistratura.
Dalla legge 22 aprile 1941, n. 633 (G. U. n. 166 del 16 luglio 1941), si può citare l'articolo 70 che concede la libertà di riassumere, citare, riprodurre brani o parti di opere e la loro comunicazione al pubblico, anche qui entro alcuni limiti:
- devono essere effettuati per uso di critica o di discussione;
- non devono costituire concorrenza all'utilizzazione economica dell'opera;
- se effettuati per fini di insegnamento o di ricerca scientifica, non devono avvenire a scopi commerciali e quindi di lucro;
- non può essere ripresa l'opera nella sua totalità, ma solo una parte di essa.

Sempre dalla legge citata, l'articolo 3 dichiara:
Nel campo della parodia questa legge risulta particolarmente importante in quanto indica, che un'opera creata, unendo altre opere o parti di esse, è da considerarsi autonoma qualora fosse il risultato di una scelta artistica e protetta senza pregiudizio su altri diritti d'autore già esistenti.
Dal testo Il figlio di Iorio di Eduardo Scarpetta (parodia di La figlia di Iorio, di Gabriele D'Annunzio) scaturì il primo processo italiano inerente al diritto d'autore e può essere preso come esempio.